# Фудзивара-но Хироцугу
Фудзивара-но Хироцугу (яп. 藤原広嗣, ум. 740, уезд Мацура провинции Хидзэн) — японский поэт и государственный деятель эпохи Нара из рода Фудзивара.
Его отцом был Фудзивара-но Умакаи, один из важнейших придворных сановников эпохи Нара. Хироцугу был одно время губернатором провинции Ямато. В 738 году был помощником губернатора г. Дадзайфу.
Погиб в 26 лет — в 740 году был казнён за мятеж в уезде Мацура провинции Хидзэн.
Он слыл человеком талантливым, изучал буддизм, знал военное искусство, литературу и т. д.
В «Манъёсю» вошла одна его песня:

№ 1456 

Песня Фудзивара Хироцугу, посланная девушке с цветами вишни

В отдельном каждом лепестке
Моих цветов
Сокрыты мною
Сотни разных слов, —
Прошу тебя, не будь к ним равнодушна!— 